# フランシスコ・ロサス
フランシスコ・ロサス（Francisco Rosas、1980年4月4日 - ）は、メキシコの男性プロボクサー。メヒコ州ネサワルコヨトル市出身。

## 来歴
アマチュアで53勝7敗の戦績を残し、その後プロへ転向。1998年8月15日、メキシコシティでのプロデビュー戦に判定勝利を収めた。2003年3月14日、ソノラ州でメキシコミニマム級王座に挑戦し、0-3の判定負けを喫した。同年8月9日、メキシコシティで行われた再起戦で空位のFECARBOXライトフライ級王座決定戦でウンベルト・プールと対戦し、3-0の判定勝ちを収め、王座を獲得した。
2004年6月24日、メキシコシティで行われた3度目の防衛戦で、エドガル・ソーサに0-3の判定負けを喫して王座から陥落した。
2005年3月6日、大阪市中央公会堂で行われた戎岡淳一との49.4kg契約10回戦では、4回にダウンを喫したがスリップと裁定され、後半は挽回し2-1の判定勝ちを収めた。同年8月21日、尼崎アルカイックホールで行われた中島健との50.0kg契約10回戦では3回にダウンを奪ったが、0-2の判定負けを喫した。
2008年4月26日、イバン・メネセスとのFECARBOXフライ級王座決定戦で3-0の判定勝ちを収め、王座を獲得した。同年11月22日、ヌエボ・レオン州モンテレイのプラザ・デ・トロスでジャン・ピエロ・ペレスとWBA世界フライ級挑戦者決定戦で対戦し、12回1-1（116-115、115-115、112-117）の三者三様の判定で引分となった為、WBA世界フライ級王座への挑戦権獲得に失敗した。
2009年2月28日、オアハカでWBA世界ミニマム級王者ローマン・ゴンサレスに挑戦し、12回0-2（114-114、112-116、113-115）の判定負けを喫した。同年8月15日にキンタナ・ロー州で行われた再起戦で、WBA世界ライトフライ級暫定王座決定戦を同3位として1位ファン・カルロス・レベコと争ったが、1-2の判定負けを喫した。2010年1月30日にはプエブラ州で2連敗からの再起戦としてファン・ランダエタとWBA世界ライトフライ級挑戦者決定戦で対戦し、2-0の判定勝ちを収め、WBA世界ライトフライ級王座への挑戦権を獲得した。
2010年10月24日、ローマン・ゴンサレスとのWBA世界ライトフライ級暫定王座決定戦を両国国技館で行い、2回1分38秒KO負けを喫し、王座獲得に失敗した。
2011年9月10日、フィリピンセブ州セブ市バランガイラホッグのウォーターフロント・ホテル&カジノでミラン・メリンドとWBOインターコンチネンタルフライ級王座決定戦で対戦し、ロサスの10回終了時棄権を申し出た為王座獲得に失敗した。

## 獲得タイトル
- FECARBOXライトフライ級王座（2度防衛）
- FECARBOXフライ級王座（獲得返上）